# Changfa (köping i Kina, Guangxi, lat 23,69, long 111,10)
Changfa (kinesiska: 长发镇, 长发) är en köping i Kina. Den ligger i den autonoma regionen Guangxi, i den södra delen av landet, omkring 300 kilometer öster om regionhuvudstaden Nanning.
Genomsnittlig årsnederbörd är 2 090 millimeter. Den regnigaste månaden är augusti, med i genomsnitt 302 mm nederbörd, och den torraste är februari, med 42 mm nederbörd.